# Пешачка стаза „Рача“
Пешачка стаза „Рача“ се налази на планини Тари, у оквиру националног парка Тара, полази од манастира Рача и води два километра узводно, уз десну обалу истоимене реке, до врела Лађевац и улаза у кањон Раче.

## Опис стазе
Пешачка стаза „Рача“ има посебан значај, јер поред природних вредности презентује највреднији културно-историјски споменик парка, манастир Рачу са археолошким локалитетима који се налазе у близини. Стаза је лагана за шетњу, опремљена свим неопходним пратећим садржајима за задржавање и одмор у природи посетилаца: мостови, надстрешнице, столови, клупе, чесме, информативне табле.
Испред манастира постоји велики плато који се користи као паркинг. Иза манастирских зграда кроз ливаде долази се до почетка стазе и два велика пикник простора која могу да приме око осамдесет излетника. Шетна стаза од одморишта креће кроз букову шуму поред реке Раче. Поред огромних стабала букве и граба у току шетње могу се видети висока стабле јове поред саме обале. На крају стазе долази се до живописних слапова врела Лађевац и самог извора. Врело је крашког порекла и има сталну температуру од 17°C. Вода врела је лековита и у народу се користила за лечење кожних болести. Пре извора на стази постоји скретање које води ка археолошком локалитету „Скит св. Ђорђа“, за који се претпоставља да је било место чувене „Рачанске преписивачке школе“.
Повратак је истом стазом или асфалтним путем на који се излази преласком преко каменог моста код Лађевца. Асфалтни пут пролази кроз заселак Копривну и води до манастира.